# Aramis (Künstler)
Aramis, geboren als Hans Peter Sagmüller, (* 10. Februar 1950 in Wien; † September 2010 in Sankt Marein bei Neumarkt) war ein österreichischer Künstler. Er war ein kritischer Autor verschiedener Artikel zu kulturpolitischen und ökologischen Themen. Seine Bilder befinden sich im Besitz von öffentlichen und privaten Sammlungen. Im Schloss Lind bei Neumarkt in der Steiermark ist seine Gedächtnisausstellung zum Außenlager des KZ Mauthausen erhalten.

## Leben

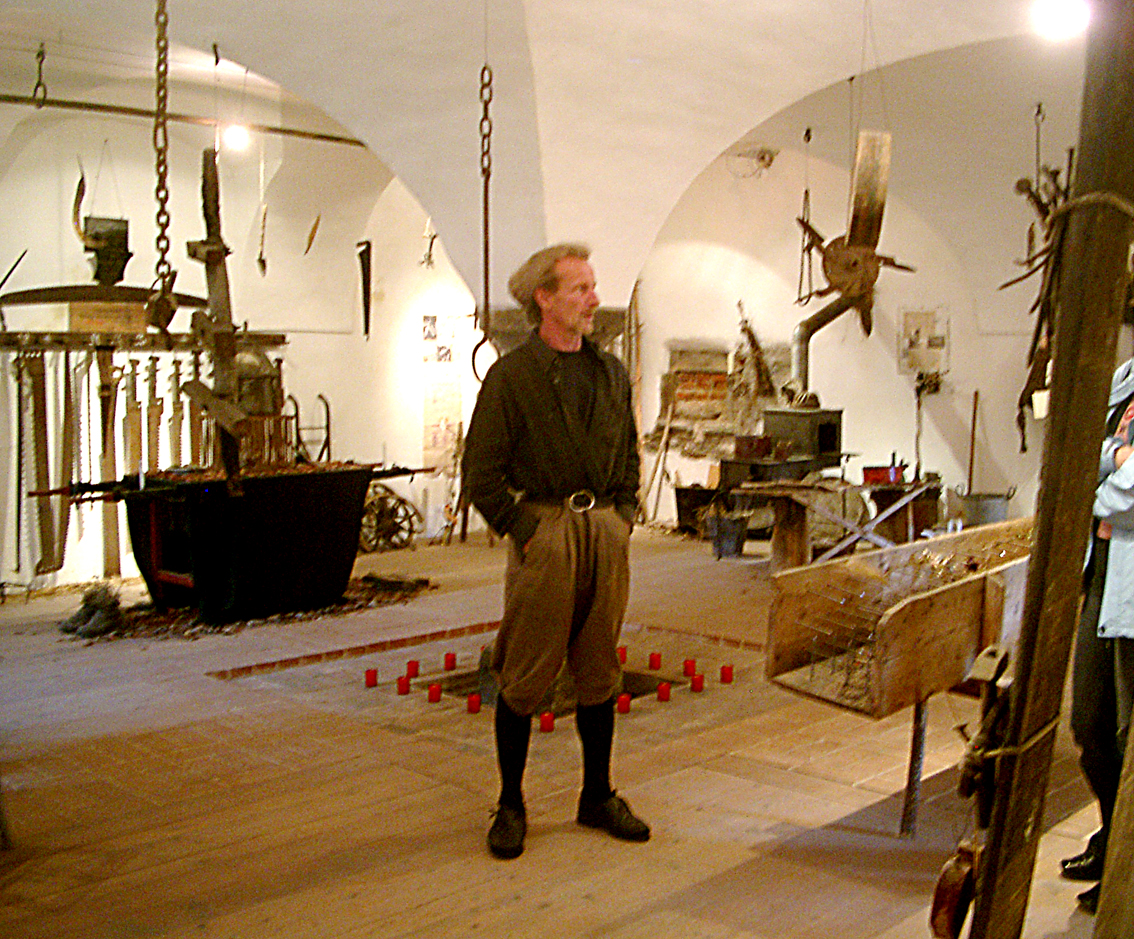
Aramis in Schloss Lind

Hans Peter Sagmüller verließ die Schule nach der Pflichtzeit und ging danach bei seinem Vater Johann Sagmüller, einem Goldschmied in die Lehre und besuchte die Berufsschule für Gold-, Silberschmiede und Juweliere in der Sonnenuhrgasse in Wien. Diese schloss er als bester von drei Jahrgängen ab.
1968 erfolgte seine erste Ausstellung von Bildern im Stil des phantastischen Realismus. Danach organisierte er mit Freunden in den Jahren 1969–70 die „Salzburger Testspiele“. In Wien gründete er auf psychoanalytischer Grundlage das „1. Wiener Kinderkollektiv“.
Von 1971 bis 1973 lebte er im Hof „Vogeltenn“ bei Dobra-Ottenstein im Waldviertel und beschäftigte sich mit Meditation. Von 1975 bis 1980 wohnte er mit seiner ersten Frau im Herrenhaus „Blumau“ bei Kirchdorf in Oberösterreich. Das Paar hatte zwei Töchter (* 1977 und 1980). Mit seiner zweiten Frau lebte er im mittelalterlichen Gehöft „Rumpel“ bei Semriach. In dieser Zeit hielt er Seminare zum Thema „alternative Lebensformen“ im Schloss Retzhof ab.
1992 startete Aramis mit Freunden das Arbeitsvorhaben und sein Lebenswerk, die „Baustelle und Gesamtwerkstatt Schloss Lind“. Das Schloss ist Eigentum des Benediktinerstifts St. Lambrecht. Nach der Wiederherstellung und Revitalisierung der Anlagen erfolgte 1996 die Eröffnung des Anderen Heimatmuseums im Schloss mit einer Schloss füllenden Gedächtnisinstallation für die KZ-Häftlinge, die 1942–1945 in diesem Außenlager des KZ Mauthausen interniert waren.
Ende September 2010 beging Aramis nach langer schwerer Krankheit Suizid.

## Auszeichnungen
- 1971 Theodor-Körner-Preis
- 1998 Kulturlandschaftspreis
- 2002 Volkskulturpreis des Landes Steiermark